# Broadway Video

Logótipo da Broadway Video.

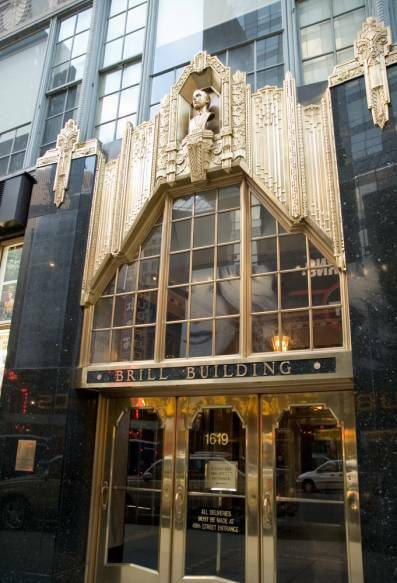
Entrada do Edifício Brill, sede da Broadway Video.

Broadway Video é uma companhia produtora e distribuidora de media, localizada na Broadway, na cidade estadunidense de Nova Iorque.
Fundada em 1979 como casa de produção que trabalhava na pós-produção do programa humorístico Saturday Night Live, logo tornou-se uma das maiores empresas independentes no ramo, em Nova Iorque. É vencedora de vários prêmios, incluindo o Emmy pela produção da série televisiva 30 Rock.